# Комендадор (город)
Комендадор (исп. Comendador) — административный центр провинции Элиас-Пинья, Доминиканская Республика.

## География и история
Город находится на западе Доминиканской Республики, напротив гаитянского города Белладер. Население города составляло 25 475 человек (2002 год). Город основан в 1868 году и был назван в честь испанского конкистадора Овандо. В ноябре 1930 года был переименован в Элиас-Пинья, в 1972 вновь вернули первоначальное название.

## Экономика
Основу городской экономики составляют переработка сельскохозяйственной продукции и приграничная торговля с Гаити.